# Сове, Жанна
Жанна Матильда Сове́ (фр. Jeanne Mathilde Sauvé, 26 апреля 1922, Prud'homme, Саскачеван — 26 января 1993, Монреаль, Квебек) — государственный и политический деятель Канады.

## Биография
Родилась во франкоговорящей семье. Окончила Оттавский университет. Продолжила обучение в Париже и Лондоне.
1951—1952 годы — помощник директора отдела молодёжи ЮНЕСКО.
1952—1964 годы — занималась журналистской деятельностью.
1964—1966 годы — президент Института общественных отношений.
1966—1972 годы — генеральный секретарь Федерации художников и писателей Канады.
С 1972 года — член Либеральной партии Канады.
1972—1974 годы — государственный министр по науке и технологиям.
1973—1984 годы — депутат Палаты общин федерального парламента Канады.
1974—1975 годы — министр окружающей среды Канады.
1975—1979 годы — министр связи Канады.
1980—1984 годы — спикер Палаты общин парламента Канады.
1984—1990 годы — Генерал-губернатор Канады.
В 1988 году во время губернаторства Сове Канада принимала XV зимние Олимпийские игры, которые проходили в городе Калгари. При этом она открывала эти игры.
С 1990 года жила в Монреале и работала в Фонде Сове.

## Титулы и звания
- 26 апреля 1922 года — 24 сентября 1948 года — мисс/мадам Жанна Матильда Бенуа
- 24 сентября 1948 года — 27 ноября 1972 года — мисс/мадам Жанна Матильда Сове
- 27 ноября 1972 года — 14 мая 1984 года — Почтенная Жанна Матильда Сове
- 14 мая 1984 года — 29 января 1990 года — Её Превосходительство Достопочтенная Жанна Матильда Сове, генерал-губернатор и главнокомандующая в Канаде.
- 29 января 1990 года — 26 января 1993 года — Достопочтенная Жанна Матильда Сове.

## Ордена Канады
- 14 мая 1984 года — 29 января 1990 года — Канцлер и Главный Компаньон Ордена Канады (CC)[3]
  - С 29 января 1990 года — Компаньон ордена Канады (CC)
- 14 мая 1984 года — 29 января 1990 года — Канцлер и Командор ордена «За военные заслуги» (CMM)[4]
  - С 29 января 1990 года — Командор ордена «За военные заслуги» (CMM)
- 14 мая 1984 года — 29 января 1990 года — Дама Справедливости, Приор и старший офицер в Канаде Славнейшего ордена Госпиталя святого Иоанна Иерусалимского (DStJ)[5]
  - С 29 января 1990 года — Дама Справедливости Славнейшего ордена Госпиталя святого Иоанна Иерусалимского (DStJ)

## Использованная литература
- Сове, Жанна // Кто есть кто в мировой политике / Редкол.: Кравченко Л. П. (отв. ред.) и др. — М.: Политиздат, 1990. С. 415 ISBN 5-250-00513-6